# イグアナコロッスス
イグアナコロッスス Iguanacolossus (「イグアナ」とラテン語の「巨像」を組み合わせた学名) は、イグアノドン類恐竜の属の一つ。 基盤的イグアノドン類で、前期白亜紀バーレミアン（1億3000万年前）のユタ州に生息していた。 一個体分の部分骨格であるUMNH VP 20205, に基づく。その標本はシダーマウンテン累層のイエローキャット部層で見つかった。イグアナコロッススは同じ地層から発見されたヒッポドラコと共に2010年にアンドリュー・マクドナルド、ジェームズ・カークランドらによって記載された。模式種は I. fortis（イグアナコロッスス・フォルティス）である。種小名 fortis はラテン語で「強い」("mighty")を意味する。